# Omer Vanaudenhove
Omer Rudolphe Jean burggraaf Vanaudenhove (Diest, 3 december 1913 – Leuven, 26 november 1994) was een Belgisch ondernemer en liberaal politicus voor de LP en diens opvolger PVV-PLP.

## Levensloop

### Jeugd
Vanaudenhove werd geboren in een liberaal gezin, als tweede zoon van drie kinderen. Zijn oudere broer, Marcel Vanaudenhove, was directeur van het Gemeentekrediet van België. Zijn jongere broer, Albert Vanaudenhove, bouwde samen met Omer het familiebedrijf uit tot een van de grootste schoenenbedrijven van België. Omer's ouders hadden een klein- en groothandel in schoenen in Diest. Nadat Omer in 1932 afstudeerde, wilde hij aanvankelijk voor ingenieur gaan studeren, maar zijn vader wilde dat hij de zaak overnam. Uiteindelijk deed hij dat, op voorwaarde dat zijn vader op vervroegd pensioen ging. Hij leidde vanaf toen het bedrijf en zorgde ervoor dat het uitgroeide tot een bloeiende groothandel.
In 1939 werd Vanaudenhove gemobiliseerd voor de Tweede Wereldoorlog, waardoor zijn broer Albert in de tussentijd de zaak leidde. Tijdens de oorlog werd hij twee jaar gevangengenomen in het concentratiekamp van Sachsenhausen bij Oranienburg. Samen met enkele andere Diestenaren keerde hij naar de oorlog verzwakt terug naar Diest. In 1949 trouwde hij met de Engelse Elizabeth Eatough in Londen, die hij had ontmoet op een zakenreis met haar vader, die ook schoenenfabrikant was. Samen kregen ze vier kinderen.

### Politicus
Nadat hij terugkeerde naar Diest haalden Omers vrienden hem over om zich kandidaat te stellen voor de gemeenteraadsverkiezingen van 1947. In 1931 was hij al voorzitter van de plaatselijke Liberale Jonge Wachten. De Liberale Partij won de verkiezingen en Vanaudenhove werd tot burgemeester gebombardeerd, wat hij is gebleven tot hij minister werd in 1955. In 1976, nadat hij zich had teruggetrokken uit de nationale politiek, werd hij opnieuw burgemeester, maar gaf in 1978 de sjerp door wegens gezondheidsproblemen. Ook zetelde Vanaudenhove van 1947 tot 1978 onafgebroken in de gemeenteraad.
In 1954 werd Vanaudenhove lid van de Senaat als gecoöpteerd senator en bleef dit tot in 1958. In 1955 trad minister Adolphe Van Glabbeke af, en werd Vanaudenhove door eerste minister Achille Van Acker gevraagd om hem te vervangen. Hierdoor werd hij vanaf januari 1955 minister van Openbare Werken en Wederopbouw in de rood-blauwe regering Van Acker IV. Hij bleef dit tot in 1958 en was van 1958 tot 1961 opnieuw minister van Openbare Werken en Wederopbouw in de rooms-blauwe regering Eyskens III. Hij zorgde onder meer voor de aanleg van de eerste Belgische autosnelwegen en belangrijke openbare werken in het teken van de Expo 58. Van 1958 tot 1961 was Vanaudenhove provinciaal senator en daarna was hij van 1961 tot 1974 rechtstreeks verkozen senator voor het arrondissement Leuven. In 1977 kreeg hij de titel van eresenator. Door het toen bestaande dubbelmandaat zetelde hij van 1971 tot 1974 ook in de Cultuurraad voor de Nederlandse Cultuurgemeenschap, een voorloper van het huidige Vlaams Parlement.
Ook was hij vanaf 1955 lid van de Nederlandstalige Vereniging voor Nederlandstalig Vrijzinnig Onderwijs en medeondertekenaar van het Schoolpact.
In 1961 werd Vanaudenhove aangesteld als voorzitter van de Liberale Partij als opvolger van Roger Motz. Zijn kandidatuur werd gesteund door het Liberaal Vlaams Verbond. Na jaren van electorale achteruitgang besloot Vanaudenhove de partij om te vormen tot een nieuwe partij, de PVV-PLP. Aan de beginselen werd niet geraakt, maar de partij werd cosmetisch opgesmukt en opengesteld voor gelovigen door enkele katholieken op verkiesbare plaatsen van de lijsten te zetten. Het offensief werkte zeer goed, want bij de parlementaire verkiezingen in 1965 behaalde de partij een overwinning met 21,6% van de stemmen. Hierdoor trad de PVV-PLP in 1966 toe in de regering van Paul Vanden Boeynants, maar Vanaudenhove besloot partijvoorzitter te blijven waardoor Willy De Clercq vicepremier werd.
Na de verkiezingen wilde Vanaudenhove een gemeenschappelijk PVV-standpunt rond de taalvraagstukken uitwerken. Het resultaat was in januari 1966 het zogenaamde Taalcompromis van Luik, waarin enkele duidelijke toegevingen werden gedaan aan de Brusselse Franstalige liberalen, zoals het herzien van enkele punten van de taalwetten van 1962-1963. Dit leidde tot tegenstand binnen de PVV, bijvoorbeeld van het Liberaal Vlaams Verbond. Vanaudenhove reageerde zeer krachtig op de dissidentie en probeerde op het partijcongres van oktober 1967 de eenheid te herstellen. Het LVV en de sociale organisaties werden binnen de PVV geneutraliseerd en er werd een rechts-unitaire partijkoers aangenomen.
Bij de verkiezingen van 1968 ging de PVV naar de verkiezingen met een zeer unitaire campagne. In het politieke klimaat van Leuven-Vlaams verloor de PVV met dit programma de verkiezingen, terwijl communautair gerichte partijen zoals de Volksunie en het Rassemblement Wallon winst boekten. De verkiezingsnederlaag zorgde voor verdeeldheid binnen de PVV en op 16 september 1968 liet Vanaudenhove zich om gezondheidsredenen vervangen als voorzitter van de PVV. Norbert Hougardy, Willy De Clercq en Emile-Edgard Jeunehomme namen die taak op zich en bleven waarnemend voorzitter tot in januari 1969, toen Vanaudenhove zijn taken opnieuw opnam. In juni 1969 werd Pierre Descamps verkozen tot zijn opvolger als partijvoorzitter.
In 1975 stichtte hij samen met Robert Houben en Alfons Vranckx het Studiecentrum voor Institutionele Hervormingen, waarvan hij de voorzitter was. Dit centrum bestudeerde de mogelijke vernieuwingen van de politieke instelling met als een doel tot een nieuw unitair België te komen.
In 1966 werd hij benoemd tot minister van Staat. Het weekblad Knack plaatste hem in de top 25 van meest invloedrijke Belgische politici sinds WOII op plaats 22.

### Ondernemer en privé
Vanaudenhove bleef tijdens zijn politieke loopbaan ook bedrijfsleider. De schoenenhandel die hij in zijn jeugd overnam van zijn vader leidde hij samen met zijn broer Albert. Hij vormde de groothandel om tot Central Shoe, en stichtte nog een productiebedrijf Euro Vana. Later werden beiden bedrijven gefusioneerd tot de huidige Euro Shoe Group, waaruit de bekende keten Shoe Post is ontstaan (later Shoes in the Box). Tot vandaag blijft de groep een van de grootste schoenbedrijven van België. Onder andere de ketens Shoe Discount, Avance en het Nederlandse Bristol worden uitgebaat door de schoenengroep. Het bedrijf is nog steeds een familiebedrijf, in handen van de kinderen van Omer en Albert.
In 1989 als burggraaf in de adelstand verheven. Vanoudenhove stierf in november 1994 ten gevolge van een hartstilstand. Zijn vrouw (Elizabeth Eatough) en jongste dochter (Pascale) werden eveneens politiek actief. 
- International Standard Name Identifier: 0000 0000 3446 3127
- Library of Congress Control Number: n98096539
- Nederlandse Thesaurus van Auteursnamen: 203811100
- Système universitaire de documentation: 086157388
- Virtual International Authority File: 75636177
- WorldCat: E39PBJcgxWmWdh8pwgTbFcqG73